# Young for Young
Young for Young je divadelní festival, který se od roku 2010 koná v Městském divadle v Mostě a v Divadle rozmanitostí ve městě Most v okrese Most.

## Historie festivalu
Nultý ročník festivalu se odehrál v roce 2010. Jeho cílem bylo představit nové divadelní směry. První ročník proběhl v březnu 2011 jako součást oslav 100. výročí od otevření historické budovy městského divadla.
Festival se původně odehrával na jaře. Od roku 2014 se jeho konání přesunulo na podzim.
V roce 2015 oslavila budova divadla 30. narozeniny. Proto se během 5. ročníku konala ve foyer výstava architekta Iva Klimeše, autora divadelní budovy.V letech 2020, 2021 a 2022 se festival nekonal.

## Přehled ročníků
- Nultý ročník: 19. - 20. 3. 2010[1]
- 1. ročník: 23. - 26. 3. 2011[6]
- 2. ročník: 10. - 14. 4. 2012[7]
- 3. ročník: 3. - 6. 4. 2013[8]
- 4. ročník: 24. - 27. 9. 2014[3]
- 5. ročník: 28. 9. - 3. 10. 2015[9]
- 6. ročník: 1. - 4. 6. 2016[10]
- 7. ročník: 2. do 7. 10. 2017[11]
- 8. ročník: 30. 10. - 3. 11. 2018[12]
- 9. ročník: 5. 11. - 9. 11. 2019[13]
- 10. ročník: 11. 10. - 14. 10. 2023[14]

## Forever young
Na festivalu se předává cena Forever young pro osobnost české divadelní scény. Držiteli této ceny jsou např. Ljuba Skořepová, Květa Fialová, Lubomír Lipský, Stanislav Zindulka, Iva Janžurová, Jiří Suchý
nebo Daniela Kolářová a Miroslav Středa.